# Louisville, Kansas
Louisville är en ort i Pottawatomie County i Kansas. Vid 2010 års folkräkning hade Louisville 188 invånare.